# Mazingarbe Communal Cemetery Extension
Mazingarbe Communal Cemetery Extension is een Britse militaire begraafplaats met gesneuvelden uit de Eerste Wereldoorlog, gelegen in de Franse gemeente Mazingarbe (Pas-de-Calais). De begraafplaats ligt 450 m ten zuidwesten van het centrum, binnen de grenzen van de gemeentelijke begraafplaats. Ze werd ontworpen door Herbert Baker en heeft een nagenoeg vierkant grondplan met een oppervlakte van 1.458 m² en is omgeven door een bakstenen muur. De begraafplaats is in vier delen verdeeld met in drie delen telkens een perk met graven en in het zuidwestelijk deel het Cross of Sacrifice. De begraafplaats wordt onderhouden door de Commonwealth War Graves Commission. In de aangrenzende gemeentelijke begraafplaats liggen eveneens Britse gesneuvelden die bij de CWGC geregistreerd staan onder Mazingarbe Communal Cemetery.
De begraafplaats telt 248 graven waarvan 1 niet meer geïdentificeerd kon worden.

## Geschiedenis
Nadat de gemeentelijke begraafplaats volzet was werd deze nieuwe begraafplaats in april 1916 gestart door de 16th (Irish) Division en tot oktober 1918 gebruikt.
Er liggen 182 Britten en 66 Canadezen begraven.

## Graven

### Onderscheiden militairen
- John De Luze Simonds, majoor bij de Royal Garrison Artillery werd onderscheiden met de Distinguished Service Order (DSO).
- de majoors Mahon Lambert Boyle en J.H. Ross Murphy en luitenant Samuel John Reeves, alle drie van de Canadian Infantry, de kapiteins F.H.W. Carnell van het West Yorkshire Regiment (Prince of Wales's Own en Algernon Basil Clark van de Royal Air Force en dominee William Henry Kay van het Army Chaplains' Department werden onderscheiden met het Military Cross (MC).
- volgende militairen ontvingen de Military Medal (MM): compagnie sergeant-majoor T.C. Craddock, sergeanten J. Pritchard en David Reid, korporaal W.F. Ede en de soldaten E. Bailey en H.R. Biggs.

### Minderjarige militairen
- de kanonniers Percy Derwent en George W. Musselwhite van de Royal Field Artillery waren 17 jaar toe ze sneuvelden.

### Alias
- soldaat William Patrick Heron diende onder het alias W.J. Adams bij de Royal Munster Fusiliers.

### Gefusilleerde militairen
- Anthony O'Neil, soldaat bij het 1st Bn. South Wales Borderers, werd wegens desertie gefusilleerd op 30 april 1916.
- John William Hasemore, voerder bij het 180th Bde. Royal Field Artillery, werd wegens ongehoorzaamheid gefusilleerd op 12 mei 1916. Hij was 23 jaar.
- J. Thomas, soldaat bij het 2nd Bn. Welsh Regiment, werd wegens desertie gefusilleerd op 20 mei 1916. Hij was 44 jaar.
- William Henry Burrell, soldaat bij het 2nd Bn. Royal Sussex Regiment, werd wegens desertie gefusilleerd op 22 mei 1916. Hij was 21 jaar.
- Edward A. Card, schutter bij het 20th Bn. King's Royal Rifle Corps werd wegens desertie  gefusilleerd op 22 september 1916. Hij was 23 jaar.
- C. Welsh, soldaat bij het 8th Bn. Canadian Infantry, werd wegens desertie gefusilleerd op 6 maart 1918.[1]